# Sfera di Hill

Rappresentazione non in scala delle sfere di Hill di Terra e Sole, le L sono punti di Lagrange.

La sfera di Hill (il cui raggio è detto raggio di Hill) indica le dimensioni della sfera di influenza gravitazionale di un corpo celeste rispetto alle perturbazioni di un altro corpo, di massa maggiore, attorno al quale esso orbita. È stata definita dall'astronomo americano George William Hill, sulla base del lavoro dell'astronomo francese Édouard Roche. Per questa ragione è anche conosciuta come la Sfera di Roche.
Considerando un corpo centrale attorno al quale orbita un secondo corpo, la sfera di Hill è determinata dalle seguenti forze:
- gravità dovuta al corpo centrale
- gravità dovuta al corpo secondario
- forza centrifuga misurata in un sistema di riferimento avente origine sul corpo centrale e ruotante con la stessa frequenza angolare del secondo corpo.

La sfera di Hill è la più grande sfera, centrata sul secondo corpo, al cui interno la somma delle tre forze è sempre orientata verso il secondo corpo. Un terzo corpo più piccolo può orbitare intorno al secondo all'interno della sfera di Hill, con questa forza risultante come forza centripeta.
La sfera di Hill si estende fra i punti di Lagrange L1 e L2, che si trovano sulla linea che congiunge i centri dei due corpi. La regione di influenza del secondo corpo è più piccola lungo quella direzione e funge da fattore di limitazione per la dimensione della sfera di Hill. Oltre quella distanza, un terzo oggetto in orbita intorno al secondo spenderebbe almeno parte della relativa orbita oltre la sfera di Hill e verrebbe progressivamente perturbato dalle forze di marea del corpo centrale, finendo per orbitare attorno a quest'ultimo.
La Sfera di Roche non è da confondere con altre due grandezze, anch'esse definite da Roche ossia il Lobo di Roche, che descrive la regione di spazio in cui ciascuna stella di un sistema binario esercita esclusivamente la propria influenza, ed il Limite di Roche, che indica la distanza minima alla quale un corpo celeste tenuto insieme dalla gravità può orbitare attorno ad un altro senza disgregarsi a causa delle forze di marea. 

## Formule ed esempi
Se un corpo minore di massa m, orbita attorno ad uno maggiore di massa M con un semiasse maggiore a e una eccentricità di e, allora il raggio r della sfera di Hill del corpo minore è 
{\displaystyle r\approx a(1-e){\sqrt[{3}]{\frac {m}{3M}}}}
Quando l'eccentricità è trascurabile (il caso più favorevole per la stabilità orbitale), questo diventa
{\displaystyle r\approx a{\sqrt[{3}]{\frac {m}{3M}}}}
Per esempio, la Terra (m = 5,9736×1024 kg) orbita intorno al Sole (M = 1,9891×1030 kg) ad una distanza di circa 1,49597870691×108 km. La sfera di Hill per la Terra si estende a circa 1,496505×106 km (0,01 au). L'orbita della Luna, ad una distanza di circa 3,844×105 km dalla Terra, è confortevolmente all'interno della sfera gravitazionale di influenza della Terra e non è quindi a rischio di essere attratta in un'orbita indipendente intorno al Sole.
In termini di periodo orbitale tutti i satelliti stabili della Terra devono compiere una rivoluzione in meno di 7 mesi.
La formula può essere riesposta come segue:
{\displaystyle 3{\frac {r^{3}}{a^{3}}}\approx {\frac {m}{M}}}
Questo esprime la relazione in termini di volume della sfera di Hill rispetto al volume dell'orbita del secondo corpo intorno al primo; specificamente, il rapporto delle masse è tre volte il rapporto di queste due sfere.
Un metodo veloce per valutare il raggio della sfera di Hill avviene dalla sostituzione della massa con la densità nell'equazione precedente:
{\displaystyle {\frac {r}{R_{secondario}}}\approx {\frac {a}{R_{primario}}}{\sqrt[{3}]{\frac {\rho _{secondario}}{3\rho _{primario}}}}\approx {\frac {a}{R_{primario}}}}
dove {\displaystyle \rho _{secondario}} e {\displaystyle \rho _{primario}} sono le densità del corpo primario e quello secondario, e {\displaystyle {\frac {r}{R_{secondario}}}} e {\displaystyle {\frac {r}{R_{primario}}}} sono i loro raggi. 
La seconda approssimazione è giustificata dal fatto che in molti casi nel Sistema Solare {\displaystyle {\sqrt[{3}]{\frac {\rho _{secondario}}{3\rho _{primario}}}}} risulta essere all'incirca uno (1). Il sistema Terra-Luna è l'eccezione più notevole a quest'approssimazione e lo scarto è intorno al 20% per la maggior parte dei satelliti di Saturno; comunque risulta molto comoda per gli astronomi planetari, dato che molti di essi lavorano e ricordano le distanze in termini di raggi planetari.

### Ulteriori esempi
Un astronauta non può orbitare attorno allo Space Shuttle se quest'ultimo orbita ad un'altitudine di 300 chilometri, poiché la sfera di Hill dello Space Shuttle avrebbe in questo caso soltanto circa 115 centimetri di raggio, molto più piccola dello Shuttle stesso. In effetti per tutte le orbite terrestri basse (LEO) un corpo sferico della massa dello Shuttle dovrebbe essere circa il 30% più denso del piombo per poter essere completamente contenuto entro la propria sfera di Hill (condizione necessaria per poter sostenere l'orbita di un proprio satellite).
Un satellite geostazionario sferico dovrebbe essere 5 volte più denso del piombo per avere a sua volta un satellite, il quale dovrebbe essere 2,5 volte più denso dell'Iridio che è, assieme all'Osmio, il materiale naturale più denso esistente sulla Terra. Solamente ad una quota orbitale doppia rispetto a quella geostazionaria una sfera di piombo potrebbe avere un proprio satellite.
La Luna, per poter supportare un oggetto orbitante intorno ad essa, deve trovarsi ad almeno 3 volte la quota geostazionaria (o 2/7 della sua distanza attuale). Dato che si trova a più di nove volte la distanza di un satellite geostazionario, le orbite lunari risultano possibili, come dimostrato dalle missioni spaziali sul nostro satellite principale.
Nell'ambito del sistema solare, il pianeta con la più grande sfera di Hill è Nettuno con un raggio di 116 Gm (116 milioni di km, pari a 0,775 au). La sua enorme distanza dal Sole compensa lo svantaggio di massa rispetto a Giove (la cui sfera di Hill misura invece 53 Gm). Gli asteroidi della fascia principale possono avere sfere di Hill fino a 220 Mm di raggio (per Cerere), che diminuiscono rapidamente al diminuire della massa dell'asteroide. Nel caso di 66391 Moshup, un asteroide ermeosecante dotato di una luna (S/2001 (66391) 1), la sua sfera di Hill varia tra 120 e 22 km di raggio, a seconda che l'asteroide si trovi al suo afelio o al suo perielio.

## Derivazione
Una derivazione non rigorosa ma concettualmente accurata del raggio di Hill può essere ricavata eguagliando la velocità orbitale di un corpo rispetto ad un altro attorno al quale orbita (ad esempio un pianeta e il suo satellite) e la velocità orbitale rispetto al corpo principale del sistema (la stella). A questa distanza l'influenza gravitazionale della stella è circa uguale a quella del pianeta. L'accuratezza di questa derivazione è a meno di fattori nell'ordine dell'unità.
{\displaystyle \Omega _{pianeta}=\Omega _{\star }}
{\displaystyle {\sqrt {\frac {GM_{pianeta}}{R_{H}^{3}}}}={\sqrt {\frac {GM_{\star }}{a^{3}}}}},
dove {\displaystyle R_{H}} è il raggio di Hill ed a è il semiasse maggiore dell'orbita del pianeta attorno alla stella. 
Con elementari passaggi algebrici si ottiene:
{\displaystyle {\frac {M_{pianeta}}{R_{H}^{3}}}={\frac {M_{\star }}{a^{3}}}}
da cui si ricava il raggio di Hill:
{\displaystyle R_{H}=a{\sqrt[{3}]{\left({\frac {M_{pianeta}}{M_{\star }}}\right)}}}

## Regione di stabilità effettiva
La sfera di Hill rappresenta solamente un'approssimazione della effettiva regione di stabilità orbitale ed altre forze (come ad esempio la pressione di radiazione o l'effetto Yarkovsky) possono perturbare l'orbita dell'oggetto e farlo uscire dalla sfera. Inoltre il terzo oggetto deve avere una massa trascurabile rispetto agli altri due, in maniera da non influenzare il sistema con la propria gravità. Simulazioni numeriche dettagliate mostrano che le orbite prossime al limite della sfera di Hill non sono stabili sul lungo periodo; in effetti le orbite stabili per un satellite esistono solamente nello spazio compreso tra 1/3 ed 2/3 del raggio di Hill e le orbite prograde risultano più stabili di quelle retrograde.